# Kosovo en los Juegos Olímpicos de Río de Janeiro 2016
Kosovo confirmó su participación en los Juegos Olímpicos de 2016 en Río de Janeiro, Brasil, del 5 al 21 de agosto de 2016. Esta es la primera participación de Kosovo en los Juegos Olímpicos desde que obtuvo la membresía por el Comité Olímpico Internacional (COI) en diciembre de 2014. El Comité Olímpico de Kosovo envió un total de ocho atletas a los Juegos, tres hombres y cinco mujeres, para competir en cinco deportes.
Se anunció que la campeona del mundo de judo, Majlinda Kelmendi llevaría la bandera de Kosovo durante el desfile de naciones de la ceremonia de apertura en Río. El 7 de agosto, Kelmendi ganó la primera medalla de oro para Kosovo en su historia olímpica.
Serbia protestó por la admisión de Kosovo a la COI, ya que afirma oficialmente que Kosovo es una provincia autónoma de Serbia. Sin embargo dicho país, teniendo en cuenta los efectos nocivos de la expulsión de Yugoslavia, en 1992, decidió no boicotear los Juegos Olímpicos de Río de 2016.

## Medallistas
El equipo olímpico kosovar obtuvo las siguientes medallas:
| Nombre            | Deporte | Competición |
| ----------------- | ------- | ----------- |
| Oro               |         |             |
| Majlinda Kelmendi | Judo    | –52 kg F    |
| Plata             |         |             |
| —                 |         |             |
| Bronce            |         |             |
| —                 |         |             |